# سخی مشوانی
سخی مشوانی (زادۀ ۱۳۴۲ ولسوالی اسمار ولایت کنر) سیاستمدار افغانستان و نمایندۀ مردم ولایت کنر در دورۀ شانزدهم مجلس نمایندگان افغانستان است. وی در مجلس شانزدهم نمایندگان افغانستان عضو کمیسیون امور داخلی می‌باشد.

## زندگی‌نامه
سخی مشوانی زادۀ ۱۳۴۲ در ولسوالی اسمار ولایت کنر می‌باشد. ایشان تحصیلات متوسطۀ خویش را در لیسه/دبیرستان خوشحال‌خان به پایان برد و به مدت دو سال در یک انستیتوتی در پاکستان دورۀ حقوق را گذراند و پس از آن وارد جبهۀ جنگ شد.

## دیگر فعالیت‌ها
دیگر فعالیت‌های ایشان:
- قوماندان جهادی در کنر.
- رئیس فواید عامۀ کنر (۱۳۷۱-۱۳۷۵).
- ولسوال اسمار.
- سناتور دورۀ پانزدهم شورای ملی افغانستان